# John Fantham
John Fantham (født 6. februar 1939, død 25. juni 2014) var en engelsk fodboldspiller (angriber).
Fantham spillede størstedelen af sin karriere hos Sheffield Wednesday i sin fødeby, som han repræsenterede i mere end 300 ligakampe. Han havde også ophold hos Rotherham og Macclesfield.
Fantham spillede desuden én kamp for Englands landshold, en VM-kvalifikationskamp mod Luxembourg 28. september 1961.